# К565РУ7

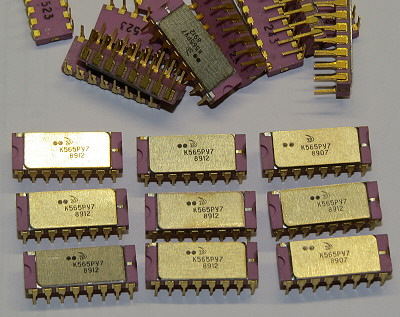
К565РУ7

Выпущенная во второй половине 80-х годов микросхема К565РУ7 представляет собой выполненное по полупроводниковой технологии на n-канальных МОП-транзисторах устройство с произвольной выборкой динамического типа ёмкостью 262 144 бит (256Кб, организация 262 144 × 1 разряд). Количество элементов в схеме - 831  550.

## Устройство
Накопитель ЗУ организован в виде матрицы, содержащей 512 строк и 512 столбцов[чего?]. Кроме того, в состав накопителя входят две сдвоенные четвёрки резервных строк и четыре пары резервных столбцов, всего 8 256 резервных ячеек.
Схема управления ЗУ состоит из двух генераторов тактовых сигналов, которые включаются сигналами RAS# (строб адреса строки) и CAS# (строб адреса столбца). Для выборки любой из ячеек памяти требуется 18-разрядный код, подаваемый на 9-разрядный адресный регистр в мультиплексном режиме -
- сперва в параллельном коде подаётся младшие девять разрядов адреса, которые служат для выборки нужной строки,
- код адреса строки фиксируется на адресном регистре при помощи сигнала RAS# тогда, когда тот переходит на нижний логический уровень,
- затем на те же выводы подаётся девять старших разрядов кода адреса, соответствующих адресу столбца,
- код адреса столбца фиксируется на адресном регистре при помощи второго синхронизирующего сигнала, CAS#.

Шифры кодов маркировки микросхем следующие:
- буква <В> кодируется двумя точками (..),
- буква <Г> кодируется тремя точками (:),
- буква <Д> точками на корпусе не выделяется.

Микросхемы не являются аналогом 41256 из-за другой схемы регенерации и отсутствия страничного режима (Page Mode).

## Назначение выводов
| Вывод | Обозначение | Наименование вывода                  | Вывод | Обозначение | Наименование вывода           |
| ----- | ----------- | ------------------------------------ | ----- | ----------- | ----------------------------- |
| 1     | A8          | Адресный                             | 9     | A7          | Адресный                      |
| 2     | DI          | Информационный (Ввод данных)         | 10    | A5          | Адресный                      |
| 3     | WR#         | Сигнал <Разрешение записи>           | 11    | A4          | Адресный                      |
| 4     | RAS#        | Сигнал выборки строк                 | 12    | A3          | Адресный                      |
| 5     | A0          | Адресный                             | 13    | A6          | Адресный                      |
| 6     | A2          | Адресный                             | 14    | DO          | Информационный (Вывод данных) |
| 7     | A1          | Адресный                             | 15    | CAS#        | Сигнал выборки столбцов       |
| 8     | U           | Питание от источника напряжения +5 В | 16    | 0V          | Общий                         |